# Liste d'archipels
Pour un article plus général, voir Archipel.

## Afrique
- Archipel Bazaruto
- Archipel des Bijagos
- Îles Canaries
  - Archipel de Chinijo
- Archipel des Comores
- Archipel des Dahlak (mer Rouge)
- Archipel des Glorieuses
- Îles Habibas
- Îles Kerkennah
- Îles de Loos
- Archipel de Mayotte
- Archipel des Primeiras et Segundas
- Îles Purpuraires
- Îles Quirimbas
- Îles de Sao Tomé-et-Principe
- Îles des Sept Frères
- Archipel de  Socotra
- Archipel de Suakin (mer Rouge)
- Archipel de Zanzibar

## Amériques

### Amérique du Nord
- Aléoutiennes
  - Îles Andreanof
  - Îles Fox
  - Îles des Quatre-Montagnes
- Archipel Alexandre
  - Îles Gravina
- Archipel arctique canadien
  - Îles de la Reine-Élisabeth
- Îles Belcher
- Channel Islands
- Îles Diomède
- Îles Gulf
- Keys de Floride
- Archipel Kodiak
- Îles du Golfe de Californie
- Îles de la Madeleine
- Îles Murray
- Îles Pribilof
- Îles de la Reine-Charlotte
- Saint-Pierre-et-Miquelon
- Îles Shumagin
- Îles de la Société astronomique

### Amérique Centrale
- Îles de la Baie
- Cayos Miskitos
- Archipel des Perles
- Archipel de San Blas
- Îles Swan

### Amérique du Sud
- Archipel des Abrolhos
- Îles Alikhoolip
- Îles Ballestas
- Îles Beauclerk
- Îles Cagarras
- Archipel des Chonos
- Îles Cueri
- Fernando de Noronha
- Îles Galápagos
- Îles Juan Fernández
- Lobos de Afuera
- Îles L'Hermite
- Îles Malouines
- Îles Moleques do Sul
- Îles Rennell
- Îles du Rosaire
- Îles du Salut
- Archipel San Bernardo
- Terre de Feu
- Archipel Trindade et Martin Vaz
- Îles Wollaston

### Antilles
- Grandes Antilles
  - Les Cayemites
  - Cayos Blancos del Sur
  - Archipel des Canarreos
  - Archipel des Colorados
  - Archipel Sabana-Camagüey
  - Cayos de San Felipe
  - Îles Vierges des États-Unis
  - Îles Vierges britanniques
- Petites Antilles
  - Antigua-et-Barbuda
  - Grenadines
  - Guadeloupe
    - Îles des Saintes

  - Archipel de Los Roques
  - Saint-Christophe-et-Niévès
  - Trinité-et-Tobago
    - Cinq Îles
- Îles Caïmans
- Îles Lucayes

## Antarctique
- Îles Balleny
- Îles Melchior
- Îles Orcades du Sud
- Îles Shetland du Sud

## Asie
- Îles Andaman
- Îles Banyak
- Bu Tinah (Émirats arabes unis)
- Îles Farasan (Mer Rouge)
- Îles Hanish (Mer Rouge)
- Insulinde
- Archipel japonais
  - Îles Gotō
- Îles Kangean
- Îles Komandorski
- Îles Kouriles
- Îles Laquedives
  - Îles Amindivi
- Maldives
- Moluques
  - Archipel Bacan
  - Îles Banda
  - Îles Kei
  - Îles Sula
  - Îles Togian
- Archipel Nanpō
  - Archipel d'Ogasawara
- Archipel Nansei
- Îles Nicobar
- Archipel Nordenskiöld
- Îles de Nouvelle-Sibérie
  - Îles  Anjou
  - Îles De Long
  - Îles Liakhov
- Nouvelle-Zemble
- Îles Paracel
- Philippines
- Îles Riau
- Îles de la Sonde
  - Grandes îles de la Sonde
  - Petites îles de la Sonde
- Îles Spratley
- Îles Tukang Besi
- Terre du Nord

## Europe
- Îles Anglo-Normandes
- Îles Baléares
- Îles Britanniques
- Copeland Islands
- Cyclades
- Dodécanèse
- Îles Égades
- Îles Éoliennes
- Îles Féroé
- Archipel finlandais
  - Îles Åland
- Archipel François-Joseph
- Îles de la Frise
  - Îles frisonnes septentrionales
- Gjesværstappan
- Hébrides
- Îles Ioniennes
  - Îles Diapontiques
  - Îles Échinades
  - Strophades
- Archipel de Kvarken
- Îles Lofoten
- Archipel maltais
- Îles Medes
- Orcades
- Îles Pélages
- Îles Saroniques
- Îles Scilly
- Îles Shetland
- Sporades
- Archipel de Stockholm
- Svalbard
- Archipel toscan
- Vesterålen
- Îles Vestmann (Islande)

### Croatie
- Archipel des Absyrtides
- Brijuni
- Îles Élaphites
- Kornati

### France
- Archipel de Bréhat
- Îles Chausey
- Îles du Frioul
- Archipel des Glénan
- Îles d'Hyères
- Archipel des Sept-Îles

## Océan Atlantique
- Açores
- Bermudes
- Îles du Cap-Vert
- Archipel de Madère
  - Îles Desertas
- Îles Sandwich du Sud
- Archipel Tristan da Cunha

## Océan Indien
- Archipel des Chagos
- Archipel Crozet
- Îles Heard-et-MacDonald
- Îles Kerguelen
- Îles Mascareignes
  - Archipel d'Agaléga
- Îles du Prince-Édouard
- Îles Saint-Paul et Amsterdam
- Seychelles
  - Îles Amirante

## Australasie et Océanie
- Îles Aru
- Îles Auckland
- Îles Bismarck
- Îles Carolines
- Îles Cook
  - Îles Cook du Nord
  - Îles Cook du Sud
- Îles du détroit de Torrès
- Fidji
- Archipel Furneaux
- Îles Gilbert
- Hawaii
- Îles Kermadec
- Îles de la Ligne
- Îles Mariannes
- Îles Marshall
- Îles Midway
- Mélanésie
- Micronésie
- Nouvelle-Zélande
- Nouvelle-Calédonie
  - Îles de la Loyauté
- Îles Phœnix
- Îles Palaos
- Pitcairn
- Polynésie française :
  - Îles Australes
  - Îles Gambier
  - Îles Marquises
  - Îles de la Société :
    - Îles du Vent
    - Îles Sous-le-Vent

  - Tuamotu
- Rotuma
- Archipel des Salomon
- Samoa
- Samoa américaines
- Îles Santa Cruz
- Îles Snares
- Tokelau
- Tonga
- Îles des Trois Rois
- Vanuatu
  - Îles Torrès
- Îles Wellesley